# Giuseppe Piazzi
Giuseppe Piazzi (7. července 1746 – 22. července 1826 Neapol) byl italský římskokatolický kněz, řeholník theatin, matematik a astronom. Založil observatoř v Palermu, dnes Osservatorio Astronomico di Palermo „Giuseppe S. Vaiana“. Piazzi objevil 1. ledna 1801 trpasličí planetku Ceres, což je vůbec první objevená planetka. Na jeho počest byla v pořadí tisící objevená planetka pojmenována Piazzia.